# 范胡达
范胡達（？—？），4世紀末期林邑国国王。史书又作范須達。范佛之子（《晋书》）或孫（《南史》）。范佛死后，范胡達即位为国王。399年左右，頻繁侵攻東晋的日南郡、九德郡。

## 传記資料
- 《晋書》
- 《南史》

| 前任： 范佛 | 占城第二王朝第3代王 4世紀末 | 繼任： 范敵真 |